# ثروت التلهوني
ثروت محمود أحمد التلهوني (1922 - 1985) سياسي ووزير أردني وسفير سابق من الرعيل الأول الذي شهد تأسيس الأردن. ولد في معان. وكان عضو مجلس الأعيان الثالث عشر.

## دراسته وتعليمه
تلقى تعليمه الإبتدائي والإعدادي في عمان وتابع تعليمه الثانوي في مدرسة السلط الثانوية، حيث حصل على شهادة الدراسة الثانوية العامة منها عام 1941. درس الصيدلة في الجامعة السورية وعاد بعدها إلى الأردن عام 1946 حاملاً درجة البكالوريوس في الصيدلة وويعتبر صاحب أول صيدلية في مدينة إربد ثم نقلها إلى مدينة عمان وذلك عام 1953 وكانت ثاني صيدلية في العاصمة عمان ومارس مهنة الصيدلة حتى عام 1958 انشغل بعدها بالعمل السياسي.

## حياته وعمله
أصبح عضواً في مجلس النواب الخامس نائباً عن مدينة معان بين عامي 1956 - 1961 وكان واحد من ثلاثة عشر نائبا تم اختيارهم لتمثيل الأردن في مجلس الاتحاد العربي في بغداد ووكان عضواً أيضاً في مجلس النواب السادس، خلال الفترة 1961 - 1962، شغل منصب مدير عام ونائب رئيس مجلس إدارة الشركة الأردنية الصناعية التجارية الزراعية وفي العام الذي يليه عمل مديراً لشركة الإنماء الصناعي.
تسلم أول وظيفة حكومية وهي مديراً للصيدلة واللوازم في وزارة الصحة من (1963 - 1965)، وبعدها مديراً عاماً لدائرة الإحصاءات العامة من (1965- 1967) ثم مديراً عاماً لدائرة الجوازات والأحوال المدينة من (1967 - 1969) بعدها بعام شغل منصب محافظ في وزارة الداخلية ومحافظاً للعاصمة عمان حتى عام 1973 . ثم عين بمنصب وزير للداخلية في حكومة زيد الرفاعي من (23 نوفيمبر 1974 -8 فبراير 1976) ووزيراً للداخلية مرة أخرى من (8 - فبراير 1976 - 13 يوليو 1976) ثم شغل منصب سفير الأردن في المملكة العربية السعودية من عام (1978- 1981)، صدرت الإرادة الملكية بتعيينه عضواً في مجلس الأعيان الثالث عشر.

## وفاته
توفي عام 1985 في عمان عن عمر يناهز الثالثة والستين ودفن في مقبرة العائلة بأم الحيران.
1. ↑  "ثروت محمود أحمد التلهوني | مجلس الأعيان". senate.jo. مؤرشف من الأصل في 2020-07-21. اطلع عليه بتاريخ 2020-07-21.
2. 1 2 3  "من الرعيل الاول : ثروت التلهوني". جريدة الدستور الاردنية. مؤرشف من الأصل في 2020-07-21. اطلع عليه بتاريخ 2020-07-21.